# 280 (szám)
A 280 (kétszáznyolcvan) a 279 és 281 között található természetes szám.

## A matematikában
- Harshad-szám
- Nyolcszögszám.
- Tizenötszögszám.